# Oficina de diseño Miasíshchev
La Oficina de diseño experimental V. M. Miasíshchev, Fábrica experimental de construcción de aparatos V. M. Miasíshchev (en ruso: Экспериментальный Машиностроительный Завод им. В. М. Мясищева) o OKB-23 fue fundada por Vladímir Miasíshchev en 1951, quien fuera uno de los jefes de la oficina de diseño aeroespacial soviética hasta su disolución en 1960.
En octubre de 1960, la oficina de diseño Cheloméi (dirigida por Vladímir Cheloméi) absorbe a las OKB Miasíshchev y Jrunichev, liquidándose totalmente las OKB de Miasíshchev y Lavochkin el 1 de noviembre de 1962.
En 1967 Miasíshchev se convirtió en uno de los jefes del TsAGI, donde desarrolló su oficina de diseño, que en la actualidad sigue existiendo. Los aparatos diseñados tienen el prefijo "M". En 2003 se estima que emplea aproximadamente a 1000 personas.

## Aeronaves producidas

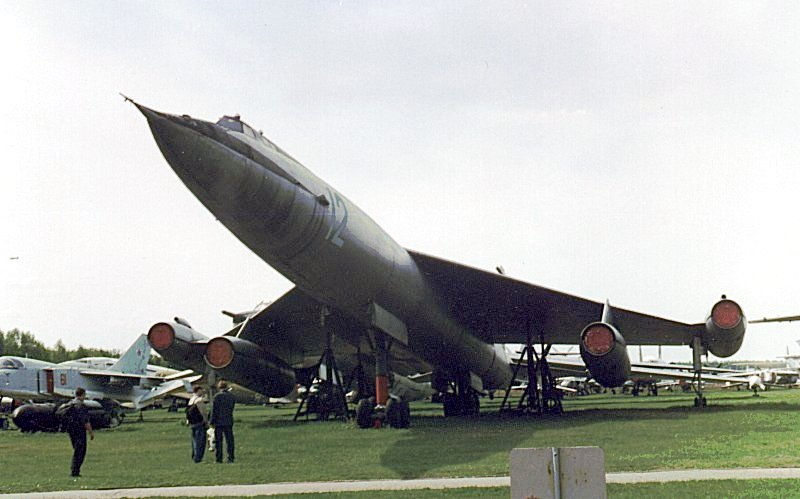
Miasíshchev M-50.

### Civiles
- M-101 Gzhel/Duet y aviones comerciales Duet.
- M-112 y M-150 aviones de carga y pasaje.
- Miasíshchev M-500 aviones agrícolas.

### Militares
- Miasíshchev M-4 Bison, bombardero estratégico.
- Miasíshchev M-18.
- Miasíshchev M-20, bombardero estratégico.
- Miasíshchev M-50 Bounder, bombardero supersónico.
- Miasíshchev M-103 bombardero experimental.
- Programa Buran, impulsor.
- Cosmopolis XXI, aparato suborbital.
- Miasíshchev VKA-23, avión espacial.
- Myasishchev VM-T Atlant, modificado para transportar al Transbordador Buran.
- Miasíshchev M-55, avión de investigación y reconocimiento de alta cota.